# Rand sud-african
Rand (simbol: R; cod: ZAR) este unitatea monetară a Africii de Sud. Este divizată în 100 de cenți (simbol „c”). Codul ISO 4217 este ZAR (abreviere a sintagmei neerlandeze Zuid-Afrikaanse rand). Atunci când se referă la monedă, prescurtarea este de obicei cu majuscule "R", dar numele este scris "rand" cu litere mici atât în limba engleză cât și în limba afrikaans.
Randul se află printe primele 18 cele mai tranzacționate valute după valoare din lume.
Randul este mijlocul legal de plată în Zona Monetară Comună dintre Africa de Sud, Eswatini, Lesotho și Namibia, deși ultimele trei țări au monedele proprii legate la paritate. Înainte de 1976, randul era moneda utilizată în Botswana. Pula botswaneză a înlocuit randul la paritate în acel an.

## Denumirea unității monetare
Denumirea Randului Sud African provine din cuvântul afrikaans Witwatersrand (tradus, în română, „munții apelor albe”, „creasta apelor albe”)  de la lanțul muntos din Africa de Sud, unde se găsesc aproximativ 40% din resursele de aur ale planetei.

## Istorie
Randul sud-african a fost introdus în Uniunea Africii de Sud la 14 februarie 1961, cu trei luni înainte ca țara să se declare republică și să se retragă temporar din Comunitatea Națiunilor. În 1956 a fost înființată o Comisie de monede zecimale pentru a analiza o îndepărtare de denumirile de lire sterline, șilingi și pence; a prezentat recomandările sale la 8 august 1958. Acesta a înlocuit lira sud-africană ca monedă, în proporție de 2 rand la 1 lire sau 10 șilingi la 1 rand. Lira sud-africană a fost introdusă în 1910 la fondarea Uniunii Africii de Sud, și a fost utilizată pentru 51 de ani înainte de înlocuirea lui. În afară de Africa de Sud, randul este monedă care circulă oficial în Lesotho și în Swaziland, în cadrul Zonei Monetare Comune. Namibia folosește atât propria sa monedă, dolarul namibian cât și randul sud-african.
Bancnotele sud-africane au purtat timp îndelungat un portret al lui Jan van Riebeeck, membru al Companiei Olandeze a Indiilor Orientale și explorator al regiunii Cap în 1652, înainte de a lăsa locul, în 1992, Big five. Din 2012, noile bancnote poartă portretul lui Nelson Mandela pe avers, iar Big five pe revers. 
La 18 iulie 2018, o nouă serie de bancnote a fost emisă cu prilejul centenarului nașterii lui Nelson Mandela. Aceasă serie comemorativă cuprinde bancnote cu toate valorile nominale, 10, 20, 50, 100 și 200 rands. Aceste bancnote circulă în paralel cu bancnotele existente. Noile bancnote prezintă fața standard a lui Nelson Mandela pe avers, însă pe revers, în locul Big fives, ele prezintă un Mandela mai tânăr, cunoscut sub numele de Madiba, cu diferite scene iconice legate de moștenirea sa: Mvezo, localitatea sa natală, pe bancnota cu valoarea nominală de 10 rands; Soweto, unde el a avut o casă și unde au izbucnit răzmerițele din 1976, loc simbolic al luptei contra apartheidului pe bancnota cu valoarea nominală de 20 rands; Howick, locul arestării sale la data de 5 august 1962, pe bancnota cu valoarea nominală de 50 rands; Robben Island, unde a fost închis, pe bancnota de 100 rands și statuia sa în fața Union Buildings din Pretoria, pe bancnota cu valoarea nominală de 200 rands.

### Scurt istoric al cursului de schimb

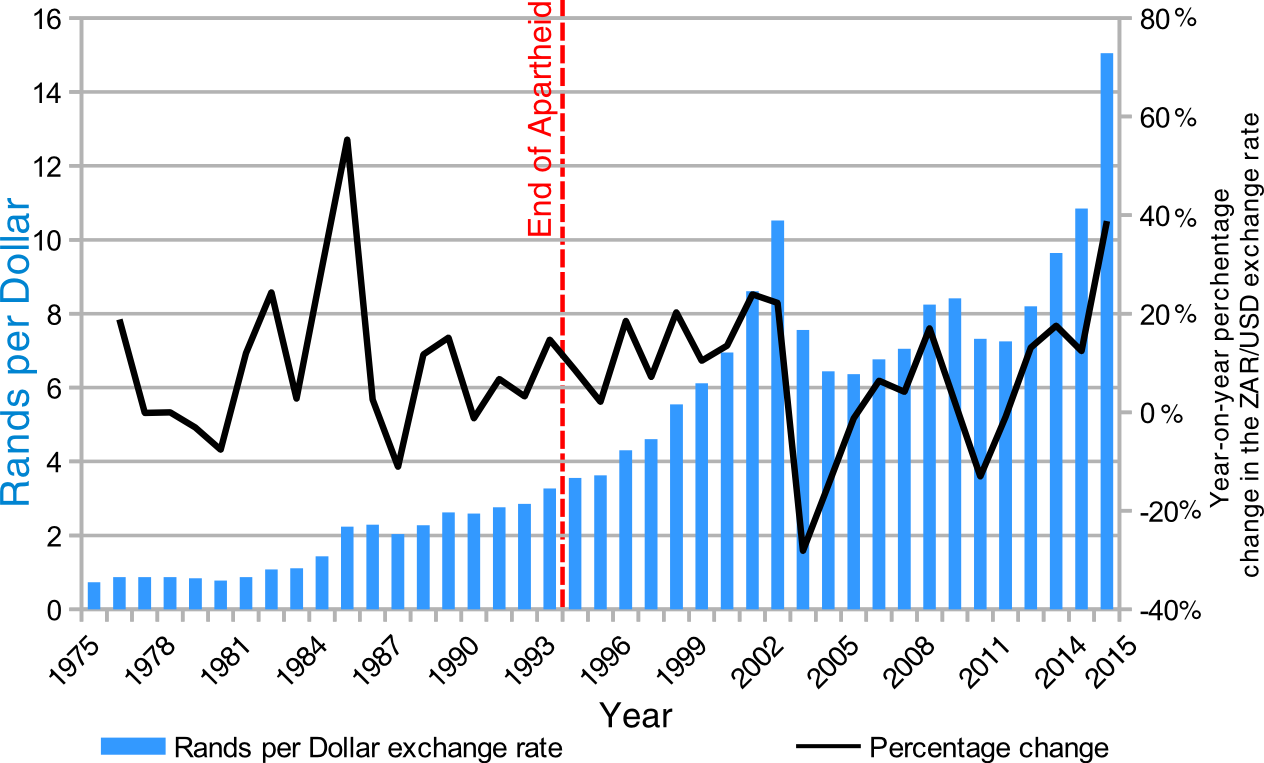
Valoarea randului sud-african raportat la dolarul american în perioada 1975-2015, reprezentat de coloanele albastre; Rata procentuală a schimbării de la an la an este indicată de linia neagră.

#### 1971–2001
Un rand a fost în valoare de 1,40 USD din momentul înființării sale în 1961 până la sfârșitul anului 1971, iar dolarul american a devenit mai puternic decât moneda sud-africană pentru prima dată la 15 martie 1982. Ulterior, valoarea sa a fluctuat pe măsură ce autoritățile sud-africane au implementat diferite dispensări de curs valutar. Până la începutul anilor 1980, inflația ridicată și presiunea politică, combinate cu sancțiunile impuse țării din cauza opoziției internaționale față de sistemul apartheid începuseră să-i erodeze valoarea. Moneda s-a rupt deasupra parității cu dolarul american pentru prima dată în martie 1982 și a continuat să tranzacționeze între R 1 și R 1,30 la un dolar american până în iunie 1984, când deprecierea monedei a obținut impuls. Până în februarie 1985, tranzacționa cu peste R 2/dolar, iar în iulie în acel an, toate tranzacțiile valutare au fost suspendate timp de trei zile pentru a încerca să oprească deprecierea monedei.
În momentul în care președintele de stat P. W. Botha și-a exprimat discursul Rubicon la 15 august 1985, moneda a slăbit până la R 2,40/dolar. Moneda s-a recuperat oarecum între anii 1986–88, tranzacționându-se aproape de nivelul R 2 de cele mai multe ori și chiar crescând peste acel nivel în mod sporadic. Recuperarea a fost însă de scurtă durată, iar până la sfârșitul anului 1989, randul se tranzacționa cu peste R 2,50/dolar.
Când a devenit clar la începutul anilor 1990 că țara era destinată guvernării majorității negre și reformele se anunțau una după alta, incertitudinea cu privire la viitorul țării a grăbit deprecierea până când nivelul de R 3/dolar a fost depășit în noiembrie 1992. O multitudine de evenimente locale și internaționale au influențat moneda după aceea, mai ales alegerile generale din 1994, care a slăbit moneda până la peste R 3,60/dolar, alegerea lui Tito Mboweni ca guvernator al Băncii de Rezervă a Africii de Sud și inaugurarea președintelui Thabo Mbeki în 1999, care a făcut ca acesta să alunece rapid la peste R 6 USD/dolar. Controversatul program de reformă funciară inițiat în Zimbabwe, urmat de atacurile din 11 septembrie 2001, a propulsat deprecierea până la cel mai slab nivel istoric în perioada 1971–2001 de R 13,84/dolar în decembrie 2001.

#### 2001–2011
Această depreciere bruscă din 2001 a dus la o investigație formală, care la rândul său a dus la o redresare dramatică. Până la sfârșitul anului 2002, moneda se tranzacționa din nou sub R 9/dolar, iar la sfârșitul anului 2004 se tranzacționa sub R 5,70/dolar. Moneda s-a slăbit ușor în 2005 și se tranzacționa în jurul valorii de R 6,35/dolar la sfârșitul anului. Cu toate acestea, la începutul anului 2006, moneda și-a reluat raliul, iar începând cu 19 ianuarie 2006, tranzacționa din nou sub R 6/dolar. Cu toate acestea, în al doilea și al treilea trimestru al anului 2006 (adică aprilie până în septembrie), randul a slăbit semnificativ.
În termeni sterline, a scăzut de la aproximativ 9,5% la puțin peste 7%, pierzând aproximativ 25% din valoarea ponderată a comerțului internațional în doar șase luni. La sfârșitul anului 2007, randul s-a raliat modest la puțin peste 8%, doar pentru a experimenta o scădere precipitată în primul trimestru al anului 2008.
Această scădere ar putea fi atribuită unei serii de factori: deficitul de cont curent din Africa de Sud, care s-a extins la un nivel maxim în ultimii 36 de ani fiind 7,3% din produsul intern brut (PIB) în 2007; inflația fiind la un nivel maxim în ultimii cinci ani, un pic sub 9%; escaladarea aversiunii la risc global pe măsură ce preocupările investitorilor cu privire la impactul răspândit al crizei sub-prime au crescut; și o migrare financiară generală către „paradisuri sigure”, departe de riscurile percepute de piețele emergente. Deprecierea randului a fost agravată de criza de electricitate cauzată de Eskom, care a rezultat din faptul că compania de stat nu putea satisface cerințele energetice în creștere rapidă a țării.

#### 2011-prezent
O industrie minieră stagnantă la sfârșitul anului 2012 a condus la noi valori scăzute record la începutul anului 2013. In late January 2014, the rand slid to R11.25 to the dollar, with analysts attributing the shift to "word from the US Federal Reserve that it would trim back stimulus spending, which led to a massive sell-off in emerging economies." In 2014, South Africa experienced its worst year against the US dollar since 2009, La sfârșitul lunii ianuariei 2014, randul a scăzut la R 11,25/dolar, analiștii atribuind scăderea la „declarația sistemului federal de rezerve din SUA că va reduce cheltuielilor de stimulare economică, ceea ce a dus la o vânzare masivă în economiile emergente”. În 2014, Africa de Sud a cunoscut cel mai rău an față de dolarul american din 2009 [12], iar în martie 2015, randul se tranzacționa la cel mai rău nivel din 2002. [12] La acea vreme, Trading Economics a lansat date conform cărora randul „a înregistrat o medie de R4,97/dolar între 1972-2015, atingând un nivel maxim de R12,45 în decembrie 2001 și un nivel record de R0,67 în iunie 1973". Până la sfârșitul anului 2014, randul a slăbit la R 15,05/dolar, în parte datorită deficitului constant al contului comercial din Africa de Sud cu restul lumii.
În perioada 9-13 decembrie 2015, pe o perioadă de patru zile, randul a scăzut cu peste 10% din cauza a ceea ce unii bănuiau a fost anunțul surprinzător al președintelui Zuma că va înlocui ministrul finanțelor, Nhlanhla Nene, cu puțin cunoscutul David van Rooyen. Scăderea rapidă a valorii a fost oprită atunci când Zuma a dat înapoi și a anunțat că cel mai cunoscut ministru anterior al finanțelor, Pravin Gordhan, va fi în schimb numit în funcție. Concedierea surprinzătoare a lui Nene a afectat încrederea internațională în moneda sud-africană, iar rata de schimb a fost volatilă în cea mai mare parte a lunii ianuarie 2016 și a atins un nivel maxim de R 17,92/dolar la 9 ianuarie 2016 înainte de a se ridica la R 16,57 mai târziu același zi.
Scăderea valorii din ianuarie a fost, de asemenea, cauzată în parte de investitorii de retail japonezi care și-au tăiat pierderile în monedă pentru a căuta investiții cu randamente mai mari în altă parte și din cauza îngrijorărilor cu privire la impactul încetinirii economice din China, cea mai mare piață de export din Africa de Sud. Până la jumătatea lunii ianuarie, economiștii speculau că randul se poate aștepta să vadă mai multă volatilitate pentru restul anului 2016. Până la 29 aprilie, aceasta a atins cea mai mare performanță în ultimele cinci luni, tranzacționând la o rată de R 14,16/dolar.
În urma votării Regatului Unit pentru a părăsi Uniunea Europeană, randul a scăzut în valoare cu peste 8% față de dolarul american la 24 iunie 2016, cea mai mare scădere a monedei într-o singură zi de la prăbușirea economică din 2008. Acest lucru s-a datorat parțial unei retrageri financiare globale generale din valutele considerate riscante pentru dolarul american și parțial datorită preocupărilor cu privire la modul în care retragerea britanică din UE ar avea impact asupra economiei și relațiilor comerciale din Africa de Sud.
În aprilie 2017, un sondaj Reuters a estimat că randul va rămâne relativ stabil pentru restul anului, în condițiile în care două sondaje au constatat că analiștii au avut deja în vedere o posibilă retrogradare a ratingului de credit la „junk”. La acea vreme, Moody a evaluat Africa de Sud cu două niveluri peste statutul de junk. [21] Atunci când președintele Jacob Zuma a câștigat în mare măsură o moțiune de încredere în Africa de Sud în august 2017, randul a continuat să scade, scăzând 1,7% în acea zi. În septembrie 2017, Goldman Sachs a declarat că datoria și corupția companiei de stat Eskom Holdings era cel mai mare risc pentru economia Africii de Sud și rata de schimb a randului. La vremea respectivă, nu avea un CEO permanent, iar Colin Coleman, de la Goldman Sachs, în Africa, a declarat că compania „a avut discuții despre soluții” pentru găsirea unui management credibil. În octombrie 2017, randul s-a înregistrat în raport cu dolarul american, pe măsură ce a revenit de la un nivel minim de șase luni. Reuters a menționat că „Africa de Sud este extrem de susceptibilă sentimentului de investitor global, deoarece țara se bazează pe bani străini pentru a-și acoperi deficitele mari ale bugetului și ale contului curent." La 13 noiembrie 2017, randul a scăzut cu peste 1% când șeful bugetului Michael Sachs a părăsit poziția sa în administrația lui Zuma.

## Monede metalice
Printre simbolurile care figurează pe monedele metalice sud-africane se află springbok-ul (1 rand), kudu (2 rand) și gnu (5 rand). Bancnotele recente arborează capete de animale (Big five): rinocer (10 rand), elefant (20 rand), leu (50 rand), bivol african (100 rand), leopard (200 rand).

### Krugerrand
Începând din 1967, au fost emise monede de aur, destinate în primul rând investitorilor și, într-o mai mică măsură, colecționarilor. Această monedă este numită Krugerrand.

## Galerie de imagini

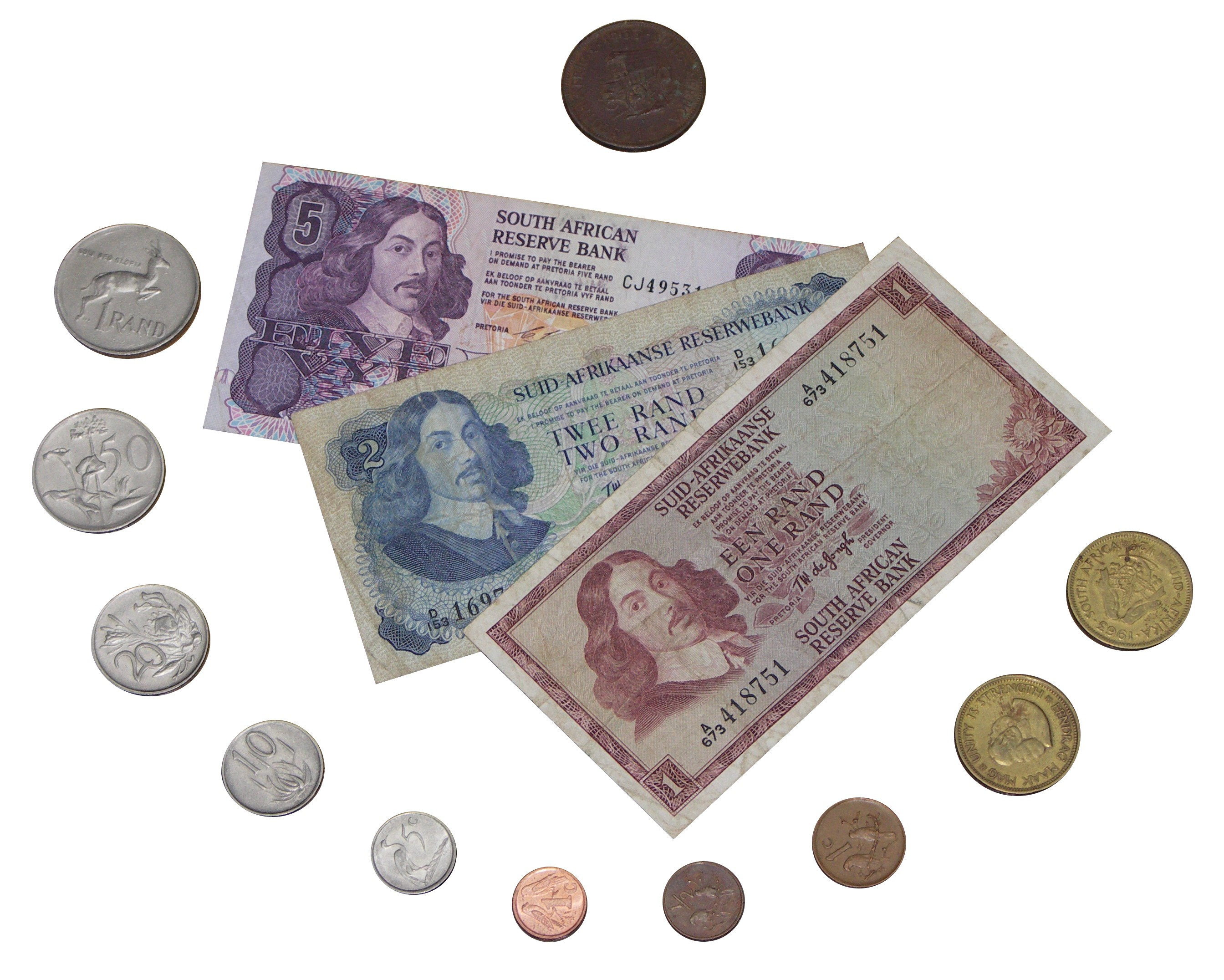
Randul sud-african purtând efigia lui Jan van Riebeeck (în circulație între 1961-1992).